# Charbel Georges Merhi
Charbel Georges Merhi (ur. 12 października 1937 w Ada) – libański duchowny maronicki posługujący w Argentynie, w latach 1990–2013 biskup Buenos Aires.

## Życiorys
Święcenia kapłańskie przyjął 29 sierpnia 1964. 5 października 1990 został mianowany biskupem Buenos Aires. Sakrę biskupią otrzymał 2 grudnia 1990. 17 marca 1991 objął władzę w diecezji. 17 kwietnia 2013 przeszedł na emeryturę.